# Hoyt Head
Das Hoyt Head ist eine hohe und felsige Landspitze an der Hobbs-Küste des westantarktischen Marie-Byrd-Lands. An der Westflanke des Venzke-Gletschers bildet sie das nordöstliche Ende des Bowyer Butte.
Erste Luftaufnahmen entstanden im Dezember 1940 bei der ersten Sichtung der Landspitze durch Wissenschaftler der United States Antarctic Service Expedition (1939–1941). Der United States Geological Survey kartierte sie anhand eigener Vermessungen und Luftaufnahmen der United States Navy aus den Jahren von 1959 bis 1966. Das Advisory Committee on Antarctic Names benannte sie 1974 nach Leutnant Ronnie A. Hoyt vom Civil Engineer Corps der Reservestreitkräfte der US Navy, Bauelektriker und Leiter der Byrd-Station im Jahr 1971.